# Euparatettix sinufemoralis
Euparatettix sinufemoralis är en insektsart som beskrevs av Zheng, Z. och G. Jiang 2002. Euparatettix sinufemoralis ingår i släktet Euparatettix och familjen torngräshoppor. Inga underarter finns listade i Catalogue of Life.